# Cann River
Cann River – miasto w Australii, w stanie Wiktoria.